# Theodor Mithoff
Theodor Karl Mithoff (* 4. Februar 1835 in Göttingen; † 30. Januar 1892 in Berlin) war ein deutscher Gymnasiallehrer, Nationalökonom und Parlamentarier.

## Leben
Theodor Mithoff studierte 1852–1854 am Polytechnikum Hannover und wurde dort Mitglied des Corps Saxonia Hannover. Später studierte er Mathematik an der Georg-August-Universität Göttingen. 1855 wurde er Mitglied des Corps Brunsviga Göttingen. Nach dem Studium und der Promotion wurde er zunächst Gymnasiallehrer in Göttingen und Gotha. 1873 wurde er als ordentlicher Professor der politischen Ökonomie an die Kaiserliche Universität Dorpat berufen, wo er bis 1884 lehrte. Seit 1887 lebte er wieder in Göttingen. In seiner frühen Göttinger Zeit vor dem Weggang nach Dorpat gehörte er dem Bären-Klub, einer Vereinigung jüngerer Gelehrter, an. Er wurde zum russischen Staatsrat ernannt.
Von 1870 bis 1873 saß Mithoff erstmals als Abgeordneter des Wahlkreises Hannover 20 (Göttingen) im Preußischen Abgeordnetenhaus. Nach seiner Rückkehr aus Dorpat zog er 1885 abermals in das Parlament ein, dem er bis zu seinem Tod angehörte, 1885 für den Wahlkreis Hannover 20 (Göttingen) und ab 1886 für den Wahlkreis Hildesheim 6 (Stadt- und Landkreis Göttingen, Münden). Von 1886 bis 1892 war er Schriftführer des Abgeordnetenhauses. Er gehörte der Fraktion der Nationalliberalen Partei an.

## Schriften
- Die Lehre von der Bodenrente in ihrer Beziehung zu den naturgesetzlichen Vorgängen im Landbau, 1867.
- Die russische Classensteuer nach dem Gesetzentwurfe der Steuerreform-Commission, 1878.
- Festrede zur Jahresfeier der Stiftung der Universität Dorpat nebst den Mittheilungen über die Preisaufgaben sowie dem Universitäts-Jahresbericht, 1882.
- Die volkswirtschaftliche Verteilung, 1890.